# Callopora inconspicua
Callopora inconspicua är en mossdjursart som först beskrevs av Charles Henry O'Donoghue 1923.  Callopora inconspicua ingår i släktet Callopora och familjen Calloporidae. Inga underarter finns listade i Catalogue of Life.